# Satoshi Horinouchi
Satoshi Horinouchi (Saitama, 26 oktober 1979) is een Japans voetballer.

## Clubcarrière
Horinouchi speelde tussen 2002 en 2011 voor Urawa Red Diamonds. Hij tekende in 2012 bij Yokohama FC.